# 叻思站
叻思站是一個馬來西亞通勤火車站，位於雪蘭莪州烏魯雪蘭莪縣叻思北側，並以該鎮命名。該車站一同和峇冬加裏站和雙文丹站於2007年4月21日啟用。它是萬撓–丹絨馬林接駁車服務（原名萬撓–新古毛接駁車服務）的第三站，直至2016年該服務與巴生港線合併。
該站與接駁車路線上的所有其他車站（丹絨馬林站除外）一樣，位於兩條鐵路沿線，設有兩個站台，與大多數電動火車通勤線車站一樣，但其設施通常為三條或三條以上線路的中大型車站保留。除了售票設施和基本便利設施外，該站還設有行政人員空間、一個自助服務機和一座額外的人行天橋（與專供通勤者使用的人行天橋合併），供行人穿越鐵路線。該站還為殘障乘客提供低科技支援。車站出口朝西南方向，通往一條通往叻思鎮中心的支路。
叻思站的兩個側式月台分別為 1 號月台（西側與主體站相鄰，用於北行列車）和 2 號月台（東側，用於南行列車）。

## 圖鑒

叻思站主入口
叻思站月臺